# アストロノミカルジャーナル
『アストロノミカルジャーナル』(英: The Astronomical Journal (AJ)) は、天文学に関する内容を扱うアメリカ合衆国の学術雑誌である。英国物理学会出版局がアメリカ天文学会の代理で出版を行っている。天文学の分野における主要な学術雑誌の一つである。

## 概要
アストロノミカルジャーナルは、1849年にアメリカ合衆国の天文学者であるベンジャミン・グールドによって創刊された。1861年には南北戦争の影響で廃刊となったものの、1885年に発行が再開された。1909年から1941年までは、雑誌はニューヨーク州のオールバニで編集されていた。1941年に編集者のベンジャミン・ボスによって、雑誌の発行責任はアメリカ天文学会に移された。
アストロノミカルジャーナルの初めての電子版は1998年1月に出版された。2006年7月の発行分からは電子版を優先する出版形態となり、冊子での発行とは独立して電子版が出版されることとなった。
現在は英国物理学会出版局がアメリカ天文学会の代理で雑誌の出版を行っている。2008年まではシカゴ大学出版局が代理で出版を行っていたが、現在の出版局へと移された。変更の理由は、シカゴ大学出版局の増加する財政需要に対応するためである。翌2009年には、同じくアメリカ天文学会が発行するアストロフィジカルジャーナルシリーズも、シカゴ大学出版局から英国物理学会出版局へと移された。

## 編集者
- 現在 イーサン・ヴィスニアック[3]
- 2005–2015 John Gallagher III
- 1984–2004 Paul W. Hodge
- 1980–1983 N. H. Baker
- 1975–1979 N. H. Baker、L. B. Lucy
- 1967–1974 Lodewijk Woltjer[4] (後期の巻は Baker および Lucy と共同)
- 1966–1967 ジェラルド・クレメンス[5]
- 1965–1966 ディルク・ブラウワー、ジェラルド・クレメンス
- 1963–1965 ディルク・ブラウワー
- 1959–1963 ディルク・ブラウワー、Harlan James Smith
- 1941–1959 ディルク・ブラウワー
- 1912–1941 ベンジャミン・ボス
- 1909–1912 ルイス・ボス
- 1896–1909 セス・チャンドラー
- 1849–1861, 1885–1896 ベンジャミン・グールド